# Richard Monckton Milnes, 1:e baron Houghton
Richard Monckton Milnes, 1:e baron Houghton, född 19 juni 1809, död 11 augusti 1885, var en brittisk politiker, mecenat och författare. Han var far till Robert Crewe-Milnes, 1:e markis av Crewe.
Milnes var ledamot av underhuset 1837–1863, övergick 1846 från de konservativa till en mer liberal riktning och blev 1863 baron Houghton. Ett urval av hans Poetical works utgavs 1876.